# Суперкупа на УЕФА 2023
Суперкупата на УЕФА 2023 е 48-ото издание на Суперкупата на УЕФА, ежегоден футболен мач между шампионите на двата главни европейски клубни турнири – Шампионската лига и Лига Европа. Двубоят противопоставя отборите на Манчестър Сити, носител на Шампионската лига и Севиля, спечелил Лига Европа. Мачът се проведе в Пирея; Гърция на 16 август 2023
.

## Отборите
| Отбор          | Начин на класиране               | Предишни участия (с удебелен шрифт са победите) |
| -------------- | -------------------------------- | ----------------------------------------------- |
| Манчестър Сити | Спечелил Шампионска лига 2022/23 | 2023                                            |
| Севиля         | Спечелил Лига Европа 2022/23     | 2006, 2007, 2014, 2015, 2016, 2020, 2023        |

## Място на провеждане
Мачът се е играл на 16 август 2023 г. на стадион Караискакис в Пирея.

### Детайли
| 16 август 2023 22:00 |

| Манчестър Сити | 1:1 (5:4 д) | Севиля |
| -------------- | ----------- | ------ |
|                | Доклад      |        |

| Караискакис, Пирея, Гърция |